# Palacký-universitetet
Palacký-universitetet (tjeckiska:Univerzita Palackého v Olomouci) är ett universitet i Olomouc i Tjeckien. Universitetet grundades 1573 och är uppkallat efter František Palacký.